# Pyrausta atlanticum
Pyrausta atlanticum là một loài bướm đêm trong họ Crambidae.